# Malakoff
Malakoff je južno predmestje Pariza in občina v osrednjem francoskem departmaju Hauts-de-Seine regije Île-de-France. Leta 1999 je imelo naselje 29.402 prebivalcev.

## Administracija
Malakoff je sedež istoimenskega kantona, slednji je vključen v okrožje Antony.

## Zgodovina
Občina Malakoff je bila ustanovljena 8. novembra 1883 z odcepitvijo njenega ozemlja iz občine Vanves. Naselje je ime dobilo po obrambnem stolpu Malakhov pri Sevastopolu, ki ga je med Krimsko vojno zavojeval francoski general, kasnejši maršal Aimable Pélissier, vojvod Malakoff.

## Pobratena mesta
- Corsico (Italija),
- Izmaïlovo (Izrael),
- Moskva, rajon 1. maj (Rusija).